# El Lagartero
El Lagartero är en ort i Mexiko.   Den ligger i kommunen Villa de Tututepec de Melchor Ocampo och delstaten Oaxaca, i den sydöstra delen av landet, 400 km söder om huvudstaden Mexico City. El Lagartero ligger 27 meter över havet och antalet invånare är 106.
Terrängen runt El Lagartero är huvudsakligen platt, men norrut är den kuperad.  Närmaste större samhälle är Santa Rosa de Lima, 4,0 km nordost om El Lagartero. 